# Mario Zanin
Pour les articles homonymes, voir Zanin.
Mario Zanin (né le 3 juillet 1940 à Santa Lucia di Piave, dans la province de Trévise, en Vénétie) est un ancien coureur cycliste italien.

## Biographie
Professionnel de 1965 à 1968, Mario Zanin a été médaillé d'or de la course en ligne aux Jeux olympiques de 1964 à Tokyo et a remporté une étape du Tour d'Espagne 1966,.

## Palmarès

### Palmarès amateur
- 1962
  - Circuito di Sant'Urbano
  - Tour du Latium amateurs :
    - Classement général
    - 1re étape
- 1963
  - Giro del Belvedere
- 1964
  -  Champion olympique sur route
  -  Champion d'Italie sur route amateurs
  - 2e de la Coppa Città del Marmo
  - 3e de la Coppa Città di San Daniele
  - 10e du championnat du monde sur route amateurs

### Palmarès professionnel
- 1966
  - 11e étape du Tour d'Espagne

## Résultats sur les grands tours

### Tour d'Espagne
1 participation
- 1966 : abandon (18e étape), vainqueur de la 11e étape

### Tour d'Italie
2 participations
- 1965 : 67e
- 1968 : abandon